# Chano Domínguez
Chano Domínguez est un célèbre pianiste de jazz espagnol, né à Cadix le 29 mars 1960.

## Discographie
- Chano & Josele, 2014 (avec Niño Josele (en), guitare)